# Jane Griffin
Pour les articles homonymes, voir Griffin.
Jane Griffin, ou Lady Franklin à la suite de son mariage, née à Londres le 4 décembre 1791 où elle est morte le 18 juillet 1875, est une exploratrice britannique, pionnière en Tasmanie et seconde épouse de l'explorateur John Franklin.

## Biographie
Le 5 novembre 1828, elle épouse John Franklin. En 1836 son mari est nommé gouverneur de Tasmanie. Elle porte un vif intérêt à la colonie, explorant l'île qu'elle traverse d'Hobart à Macquarie Harbour (1841-1842). A Lenah Valley, près d'Hobart, elle fonde un jardin botanique et un musée et, en 1839, elle établit un règlement agricole sur le fleuve Huon. Elle s'occupe aussi en 1843 du statut des femmes prisonnières en Tasmanie et est la fondatrice d'une école de réinsertion.
Lady Franklin est aussi la première femme à escalader le mont Wellington.
Après la disparition de son mari dans l'Arctique lors de l'expédition qui porte son nom, elle exhorte l'Amirauté à envoyer une équipe de recherche. Après trois tentatives qui échouent, les Britanniques concentrent leurs efforts sur l'Arctique au point que « trouver Franklin soit devenu rien moins qu'une croisade ». Des ballades comme Lady Franklin's Lament, célébrant Lady Franklin à la recherche de son mari perdu, deviennent populaires,. Jane Franklin arme et finance ainsi, entre autres, les expéditions de William Kennedy (Prince-Albert) et Edward Inglefield (Isabelle). Ce ne sont pas moins de cinquante expéditions qui sont ainsi organisées, ce qui contribue grandement à la découverte de l'Arctique.
Après que la Grande-Bretagne a déclaré officiellement que l'équipage est mort en service le 31 mars 1854, Lady Franklin, à défaut de convaincre le gouvernement de financer une autre recherche, commandite personnellement une autre expédition sous le commandement de Francis Leopold McClintock. Le navire d'expédition, la goélette à vapeur Fox, est acheté par souscription publique et part d'Aberdeen le 2 juillet 1857. Cette expédition permet de retrouver des restes de l'expédition de Franklin, notamment une note détaillant la tragédie trouvée dans un cairn de l'île du Roi-Guillaume.
En 1858, Jane Franklin fait ériger sur l'île Beechey une stèle en l'honneur de son mari, des capitaines Francis Crozier et James Fitzjames et de leurs compagnons.
Première femme admise à la Royal Geographical Society (1860), la baie de Lady Franklin sur l'île d'Ellesmere et le Cap Jane Franklin ont été nommés en son honneur.
Jules Verne la mentionne longuement dans ses romans Les Aventures du capitaine Hatteras (1, XIV) et Une ville flottante (XXXVIII) et s'inspire du personnage pour son héroïne Mrs Branican du roman éponyme.